# 红果彝族乡
红果彝族乡，是中华人民共和国四川省攀枝花市盐边县下辖的一个乡镇级行政单位。

## 行政区划
红果彝族乡下辖以下地区：
红果社区、省棚子社区村、梁子田村、花地社区村、红果社区村、岔河社区村、白沙沟村、三滩社区村、蒿枝坪社区村、花椒箐村、松坪子村和大槽社区村。